# Notantherinae
Notantherinae, podtribus parazitskih biljaka iz porodice ljepkovki, dio tribusa Psittacantheae. Sastoji se od dva roda  iz Južne Amerike (Čile).

## Rodovi
1. Desmaria Tiegh.
2. Notanthera G.Don